# Ernst van den Berg
Ernst Willem van den Berg  (Amsterdam, 3. prosinca 1915. — Amsterdam,  19. kolovoza 1989.) je bivši nizozemski hokejaš na travi. Igrao je na mjestu napadača.
Osvojio je brončano odličje na hokejaškom turniru na Olimpijskim igrama 1936. u Berlinu igrajući za Nizozemsku. Odigrao je svih pet susreta. Te godine je igrao za AH&BC.

## Vanjske poveznice
- Profil na Database Olympics
- Profil  Arhivirana inačica izvorne stranice od 15. prosinca 2012. (Wayback Machine)